# Conocephalus magdalenae
Conocephalus magdalenae är en insektsart som beskrevs av Naskrecki 2000. Conocephalus magdalenae ingår i släktet Conocephalus och familjen vårtbitare. Inga underarter finns listade i Catalogue of Life.